# Paul Papke
Paul Papke (* 18. September 1896 in Staffelde, Kreis Soldin; † 4. Februar 1970 in Eggersdorf, Kreis Strausberg) war ein deutscher Politiker (USPD; KPD; SED).

## Leben und Wirken
Paul Papke wurde 1896 als Sohn eines Arbeiters geboren. Nach dem Besuch der Volksschule in Staffelde in den Jahren 1903 bis 1911 absolvierte er bis 1914 eine Ausbildung zum Tischler in Briesenhorst. Ab 1915 nahm er am Ersten Weltkrieg teil. 1918 desertierte er aus der Reichswehr. 1919 wurde er Mitglied der USPD.
In den 1920er Jahren wechselte er in die KPD. Von 1928 bis 1930 gehörte er für seine Partei als Abgeordneter für den Wahlkreis (Frankfurt an der Oder) dem Reichstag an. Bis 1932 wirkte er als KPD-Funktionär und Redakteur in Landsberg (Warthe). Nachdem er nicht wieder zur Wahl aufgestellt wurde, verließ er seine Partei 1932 im Streit. 1933 kehrte er indessen in die KPD zurück.
Nach der nationalsozialistischen „Machtergreifung“ war Papke vorübergehend in „Schutzhaft“. Im März 1933 emigrierte er über Prag und Zürich nach Paris. Am 7. Mai 1935 wurde er bei seiner Rückkehr nach Deutschland in Köln verhaftet und am 31. Oktober des Jahres vom Zweiten Senat des Volksgerichtshofes wegen Vorbereitung eines hochverräterischen Unternehmens und Besitz eines gefälschten Passes zu fünf Jahren Zuchthaus verurteilt. Zunächst im Zuchthaus Brandenburg-Görden, dann in Luckau festgehalten, wurde Papke nach seiner Entlassung am 1. Juni 1940 erneut in „Schutzhaft“ genommen und ins KZ Sachsenhausen eingeliefert. Zuletzt in einem Nebenlager in Berlin-Lichterfelde festgehalten, gelang Papke bei der Evakuierung des Lagers bei Kriegsende die Flucht.
Nach dem Zweiten Weltkrieg wurde Papke noch 1945 zum ersten Landrat des Kreises Lebus berufen. 1946 wurde er von diesem Posten ohne Begründung abberufen. Danach lebte er eine Weile als Neubauer in Müncheberg. 1947 berief die Landesregierung Papke, inzwischen Mitglied der SED, zum Kommissar zur Koordination der Katastrophenhilfe nach der Überschwemmung 1947 des Oderbruchs. Von 1948 bis 1951 amtierte er schließlich als Bürgermeister von Fürstenwalde/Spree. Dieses Amt legte er aufgrund einer schweren Herzkrankheit nieder. Zuletzt wirkte Papke bis 1957 als Direktor der LPG-Bezirksschule in Finkenheerd.
Paul Papke, der zweimal verheiratet war, starb 1970.